# مجموعه الف برکه‌های گیاهدان۲
مجموعه الف برکه‌های گیاهدان۲ مربوط به دوره پهلوی است و در شهرستان قشم، بخش مرکزی، روستای گیاهدان واقع شده و این اثر در تاریخ ۲۷ مرداد ۱۳۸۲ با شمارهٔ ثبت ۹۵۴۷ به‌عنوان یکی از آثار ملی ایران به ثبت رسیده است.